# Маценко, Мария Ильинична
Мари́я Ильи́нична Маце́нко (14 апреля 1907, Витебск, Витебская губерния, Российская империя — 1982, Витебск, Витебская область, СССР) — заместитель директора швейной фабрики «Знамя индустриализации» (Витебск), Герой Социалистического Труда (1960). Участник партизанского движения на территории БССР во время Великой Отечественной войны. Партийный и хозяйственный работник. Почётный гражданин города Витебска (1964).

## Биография
М. И. Маценко родилась в Витебске, в семье кузнеца. Трудовую деятельность начала ученицей швеи. В 1924-1925 гг. работала в театре в Витебске, с 1927 г. на швейной фабрике «Профинтерн». В 1930 году, в числе группы работников фабрики «Профинтерн», была переведена на построенную фабрику «Знамя индустриализации». Работала швеей, мастером цеха, начальником смены участка, начальником отдела кадров фабрики, председателем фабричного комитета профсоюза. Член ВКП(б) с 1938 года. В 1940 году избрана секретарем партийной организации фабрики. В 1941 году была направлена на курсы партийных работников при ЦК КПБ в Минске.
С началом Великой Отечественной войны М. И. Маценко была эвакуирована в Омскую область. Работала инструктором райкома ВКП(б). В августе—сентябре 1942 года была отозвана в Центральный штаб партизанского движения и через «Витебские ворота» в составе группы В. З. Хоружей направлена в тыл врага, в партизанскую бригаду под командованием М. Ф. Бирулина. Действовала в составе специальной группы В. Р. Кудинова. Была избрана членом Витебского подпольного горкома партии и предназначена инструктором Витебского подпольного обкома. Действовала в подполье до освобождения Витебской области в 1944 году.
После освобождения М. И. Маценко вернулась в Витебск, на фабрику «Знамя индустриализации». Принимала активное участие в восстановлении города и фабрики. Работала сначала начальником отдела кадров, в 1947-1954 гг. заместителем директора фабрики, затем — начальником пошивочного цеха.
В 1962 году М. И. Маценко вышла на пенсию. Занималась идейно-воспитательной работой. Умерла в 1982 году. Похоронена на Мазуринском кладбище в Витебске.
Над могилой М. И. Маценко установлена стела из полированного красного гранита с рельефным бронзовым портретом и резной мемориальной надписью.

## Награды и звания
- Медаль «Серп и Молот»
- Орден Ленина
- Медаль «Партизану Великой Отечественной войны» II степени
- Медаль «За трудовое отличие»
- Почётный гражданин города Витебска (1964)

## Память
- Имя М. И. Маценко присвоено средней школе № 30 г. Витебска[1]. На здании школы размещён мурал, посвящённый М. И. Маценко. Одна из экспозиций в школьном музее посвящена М. И. Маценко.